# Daśakumāracarita
Il Daśakumāracarita (sanscrito; "Le gesta dei Dieci Principi"), è una storia scritta in sanscrito nel VII-VII secolo dallo scrittore Dandin. La maggioranza dei manoscritti giunti fino a noi è composta di due parti: nella prima l'introduzione detta Pūrvapīṭhikā e nella seconda l'Uttarapīṭhikā (il Daśakumāracarita vero e proprio). Un certo numero di manoscritti si compone invece di tre parti: la Pūrvapīṭhikā, il Daśakumāracarita vero e proprio e una breve appendice, detta Uttarapīṭhikā, separata.

## Trama
La storia descrive le avventure di dieci principi, che sono stati diseredati: Somadatta, Puspodbhava, Rajavahana, Apaharavarman, Upaharavarman, Arthapala, Pramati, Mitragupta, Mantragupta e Visruta e le loro avventure di amore e di potere.
Il Pūrvapīṭhikā, un testo introduttivo, probabilmente aggiunto in seguito, si compone di cinque ucchvāsaḥs. La prima Ucchvāsaḥ descrive la nascita dei dieci principi. La seconda la digvijaya di Rajavahana (la campagna di Rajavahana). La terza con le avventure di Somadatta e il suo matrimonio con Princes Vamalocana. Il quarto ucchvāsa narra le avventure di Puspodbhava e il suo matrimonio con Balacandrika. Il quinto ucchvāsaḥ narra il matrimonio di Rajavahana con Avantisundari.
Il Uttarapīṭhikā o il Daśakumāracarita (corretto) è costituito da otto ucchvāsaḥs che parla delle avventure di otto principi: Rājavāhana, Apahāaravarmā, Upahāravarmā, Arthapāla, Pramati, Mitragupta, Mantragupta e Visruta.
Il Uttarapīṭhikā (separato), si trova in alcuni manoscritti, è fondamentalmente un supplemento breve, dove si snoda il racconto, che si conclude con l'uccisione di Manasara e l'annessione di Malava a Puspapura e la divisione dell'impero in diversi principati.
È forse uno dei primi esempi di un romanzo. [Citazione necessaria]

## Analisi dell'opera
Il Daçakumāracarita è un romanzo scritto durante l'età giovanile. L'ambiente sociale e morale nel quale l'autore narra le avventure dei protagonisti è quello degradato dei ladruncoli, degli imbroglioni e dei furbastri. L'autore evidenzia il disappunto da un punto di vista religioso ed etico per le gesta dei personaggi, ma talvolta indugia sulle avventure erotiche delle etere. Se l'opera può essere paragonata, a grandi linee al Decamerone, Dandin presenta importanti quadri di ambiente, evidenziando pregevoli capacità umoristiche, narrative, indagative su persone, contesti e fatti.

### Edizioni in sanscritto
- Horace Hayman Wilson, ed. (1846), La Charita Kumara Dasa: o, avventure di dieci principi, una serie di racconti in originale sanscrito, Società per la pubblicazione di testi orientali, opera su google
- Georg Bühler, ed. (1887), La Daśakumâracharita di Dandin. Edited con note critiche ed esplicative (2 ed.), Il governo centrale Book Depot, opera su google
- Narayana Balakrishna Godabole; Kāśināth Pandurang Parab, eds. (1898), La daśakumāracharita di Dandin: con tre commenti-la Padachandrikā di Kavīndra Sarasvati, la Bhūshanā di Sivarāma e Laghudīpikā (3 ed.), Tukaram Jāvajī opera su google

### Traduzioni
- PW Jacob (trad.), Tales indù: Or, le avventure dei Dieci Principi, 1873. On-line su Project Gutenberg.
- Arthur W. Ryder (trad.), Dasha Dandin di-Kumara-Charita: I dieci principi. University of Chicago Press, 1927. ISBN 9780226732503
- Onians Isabelle (trad.): Che cosa Ten Young Men Did. New York: Clay Sanskrit Library, 2005. 651pp. a fronte testo sanscrito romanizzati e la traduzione. ISBN 0-8147-6206-9.